# Laservapen

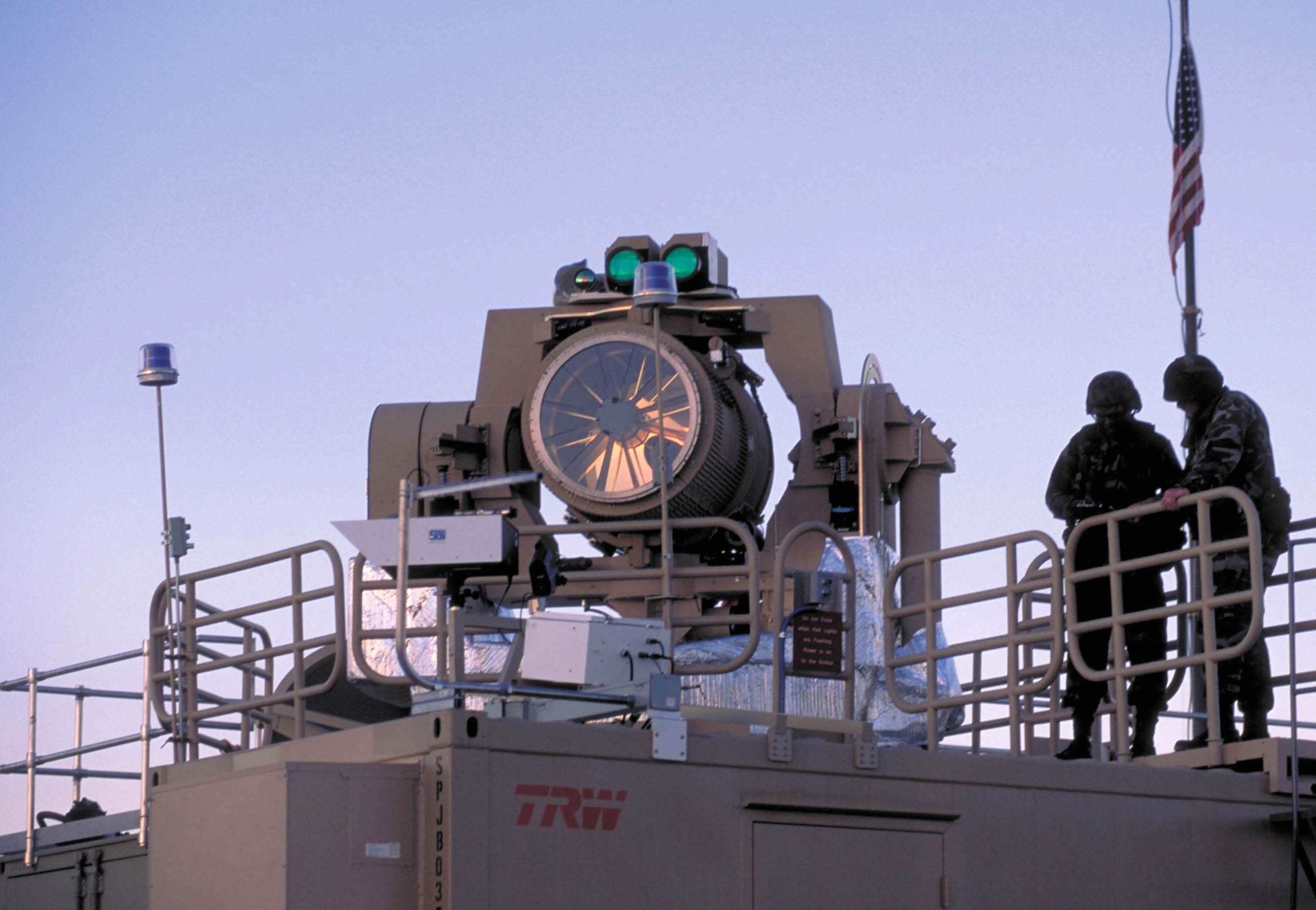
Amerikansk-Israeliska systemet Tactical High Energy Laser (THEL) utvecklades för att oskadliggöra missiler.

Laservapen är laserutrustning som används som vapen. Tre typer existerar eller är under utveckling: Högenergilasrar, antisensorlasrar och ögonskadande lasrar.

## Högenergilasrar
På korta avstånd kan lasrar förstöra strukturer genom att hetta upp dem. Koldioxidlasrar används till exempel industriellt för att skära stålplåt upp till 50 mm i tjocklek. Att använda en laser som vapen på stora avstånd ställer krav på att strålen är ytterst väl samlad och att brytningen i atmosfären är mycket liten eller kan kompenseras. Högenergilasrar är mycket ovanliga. Ett vapensystem med högenergilaser skulle kunna användas för att bekämpa robotar på långa avstånd. USA testar ett flygburet system, Boeing YAL-1, som är tänkt att användas mot taktiska robotar.

## Antisensorlasrar
Dessa lasrar är avsedda att slå ut eller störa optiska sensorer. Den nödvändiga effekten är mycket mindre än den som behövs för att ge strukturell skada, och det finns idag ett antal lasersystem som är framtagna som antisensorvapen. Särskilt den optiska detektorn är känslig för skada.

## Ögonskadande lasrar
Våglängder från 0,4 μm till 1,5 μm kan tränga in i ögat och ge brännskador på näthinnan. Skador på näthinnan är i regel permanenta. Även andra skador på ögat kan uppkomma. Ljus med våglängd över 0,8 μm är inte synligt och de normala reflexerna som skyddar ögat mot starkt ljus är därför satta ur spel. Även lasrar med synligt ljus kan skada ögat om de har hög effekt så att ögat skadas innan människan hinner reagera. Inga ögonskadande laservapen utvecklas så vitt känt för närvarande.

### Folkrätt
Ögonskadande laservapen är förbjudna genom tilläggsprotokoll IV till 1980 års konvention om inhumana vapen, Protokoll om förbud mot användning av synförstörande laservapen. Protokollet förbjuder "laservapen som är särskilt konstruerade för att...bestående förstöra en normal synförmåga, d.v.s. ett oskyddat öga". Protokollet förbjuder inte andra användningsområden till exempel för att förstöra optiska sensorer.